# Skånska rekognosceringskartan

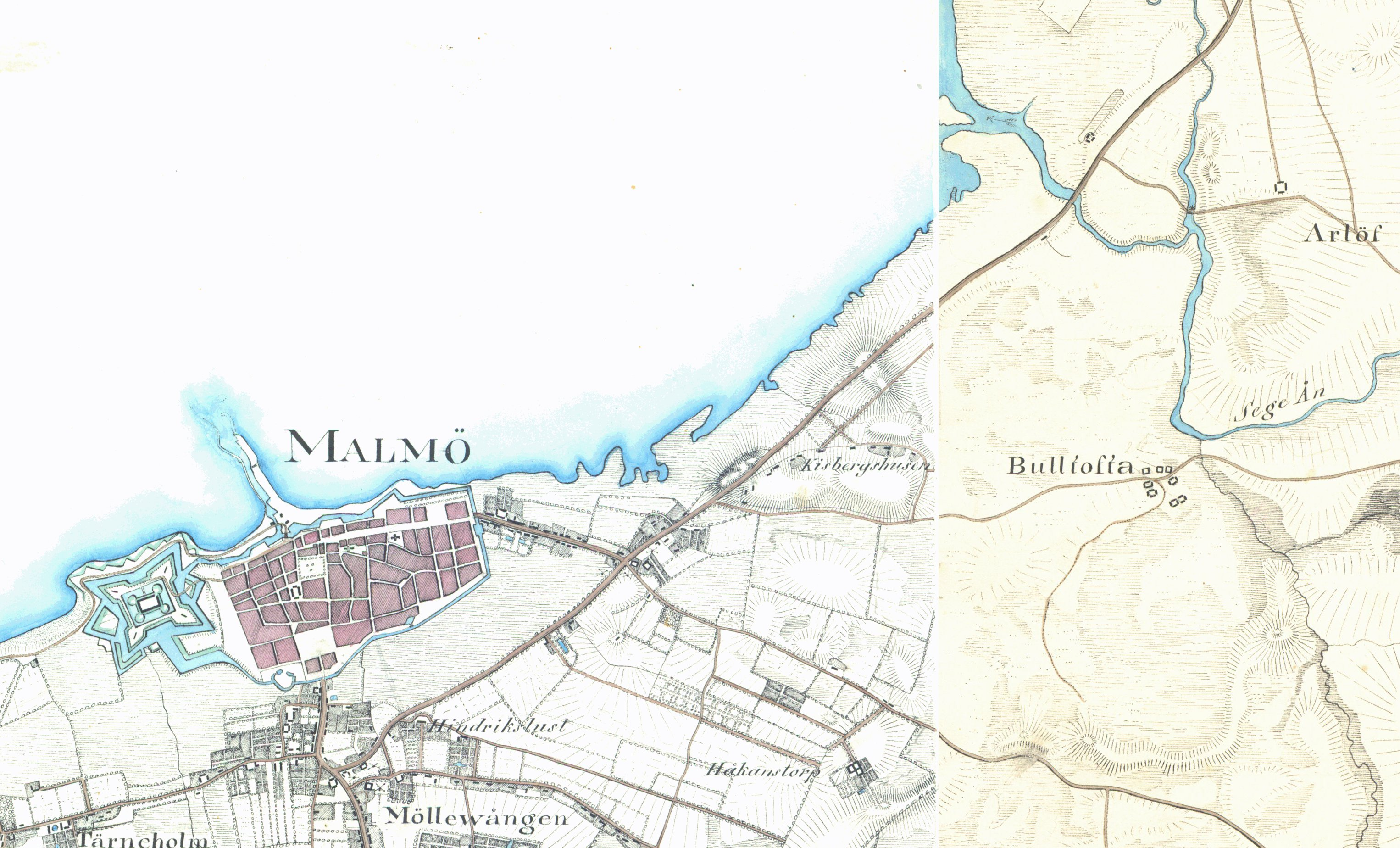
Delar av två angränsande kartblad vilka visar den ojämna kvaliteten vad gäller detaljer i kartverket.

Den skånska rekognosceringskartan var ett karteringsprojekt som pågick från 1812 till 1820. Det var den första systematiska topografiska karteringen av Sverige och utfördes av fältmätningsbrigaden. Kartorna framställdes i skala 1:20 000 och omfattar större delen av Skåne. Till kartverket hör även häradsbeskrivningar.
Skälet till att kartera Skåne för militära ändamål var hotet från Napoleon på kontinenten - och Skåne var således det ställe som först skulle kunna bli angripet. Fältmätningsbrigaden bildades 1811 och karteringarna tog sin början i maj 1812. Under 1813 och 1814 låg arbetet nere, då brigaden deltog i fälttågen på kontinenten, men det återupptogs 1815. Arbetet avbröts dock efter 1820 när 108 kartblad av 135 planerade var färdiga. Anledningen till detta var att det fanns trakter av landet som ansågs viktigare att kartera än nordöstra Skånes skogar (efter Napoleons fall kom det största militära hotet mot Sverige från Ryssland i öster). Vidare beslutades att kartering i så detaljerad skala som 1:20 000 endast behövdes i "undantagsfall" och för landet som helhet var 1:100 000 en tillräcklig noggrannhet (arbetsinsatsen skulle annars bli alltför dyr och tidskrävande) och detta arbete påbörjades i Svealand. Den skånska kartan var ju militär, och därför hemlig, så den kom inte till användning och föll med tiden i glömska eftersom det kartverk som sedan gavs ut offentligt (från slutet av 1850-talet), "Topografiska corpsens karta öfver Sverige", var i skala 1:100 000. Det ursprungliga kartmaterialet "återupptäcktes" på Rikets allmänna kartverk 1935 av Helge Nelson, dåvarande professorn i geografi vid Lunds universitet. Häradsbeskrivningarna förvarades dock på Krigsarkivet och kom inte i dagens ljus förrän på 1980-talet
Kartbladen är cirka 45×60 cm och renritades i svart, med bruna vägar, blå vattendrag och rosafärgade stadsområden. För angivande av nivåskillnader och lutning användes "backstreck" enligt Johann Georg Lehmanns metod (liksom på de senare utgivna "generalstabskartorna") och höjder angavs i fot.
Hela kartverket publicerades i bokform av Lantmäteriet 1986, dock i skala 1:30 000 (och endast i svartvitt, med blått vatten).
Kartverket och beskrivningarna finns tillgängliga på Länsstyrelsen Skånes webbplats.